# Négysánc-verseny
A Négysánc-verseny (németül: Vierschanzentournee) egy önállóan is értékelt síugró versenysorozat, mely a Síugró-világkupa részeként kerül lebonyolításra. Négy versenyből áll, melyeket a verseny kezdete, 1952 óta mindig ugyanazon a két-két német és osztrák síugrósáncon tartanak meg. Néhány kivételtől eltekintve a versenyhelyszínek sorrendje is állandó: Oberstdorf, Garmisch-Partenkirchen, Innsbruck és Bischofshofen. Ugyancsak állandó hagyomány a versenyek időpontja, melyek mindig a karácsony utáni napoktól vízkereszt napjáig tartanak.
A négysánc-verseny győztese az a versenyző, aki az adott évben a négy versenyen összesen a legtöbb pontot éri el. Miközben tehát a világkupában a helyezések szerint kapnak a versenyzők pontokat, a négysánc-verseny összesítésébe a versenypontok kerülnek be. (Mivel a négy verseny a világkupa része is, oda az ottani szokások szerint kapnak pontokat az eredmények alapján a versenyzők.)
A 2005–06-os verseny végén a finn Janne Ahonen és a cseh Jakub Janda pontosan azonos összesített pontszámot ért el, így holtversenyben győztek mindketten. Különleges eredményt ért el a 2001–02-es versenyen a német Sven Hannawald, a versenysorozat történetében először mind a négy versenyt megnyerte egyazon évben. Ezt a bravúrt ismételte meg Kamill Stoch 2017-18-as, majd pedig Kobajasi Rjójú 2018-2019-es évadok versenyeiben.

## A négy sánc
| Időpont               | Kép | Helyszín                            | Sánc neve                 | K-pont | Hill size | Sáncrekord                      |
| --------------------- | --- | ----------------------------------- | ------------------------- | ------ | --------- | ------------------------------- |
| december 29. vagy 30. |     | Oberstdorf, Németország             | Schattenbergschanze       | K-120  | HS 137    | 143,5 m (2003) Sigurd Pettersen |
| január 1.             |     | Garmisch-Partenkirchen, Németország | Große Olympiaschanze      | K-125  | HS 140    | 145 m (2025) Michael Hayböck    |
| január 3. vagy 4.     |     | Innsbruck, Ausztria                 | Bergiselschanze           | K-120  | HS 130    | 138,0 m (2015) Michael Hayböck  |
| január 6.             |     | Bischofshofen, Ausztria             | Paul-Außerleitner-Schanze | K-125  | HS 140    | 145 m (2019) Dawid Kubacki      |

Hagyományosan a torna a következő sorrendben látogatja a helyszíneket: Oberstdorf, Garmisch-Partenkirchen, Innsbruck, Bischofshofen, ez alól csak az alábbi kivételek voltak:
- 1952–53: Garmisch-Partenkirchen volt az első és Oberstdorf a második verseny.
- 1956–57, 1961–62, 1962–63: Innsbruck volt a második és Garmisch-Partenkirchen a harmadik verseny.
- 1971–72: Innsbruck volt az első és Oberstdorf a harmadik verseny.
- 2007–08, 2021–22: Az innsbrucki verseny a rossz időjárás miatt elmaradt, helyette egy második bischofshofeni versenyt rendeztek.

## Párbajok az első körben

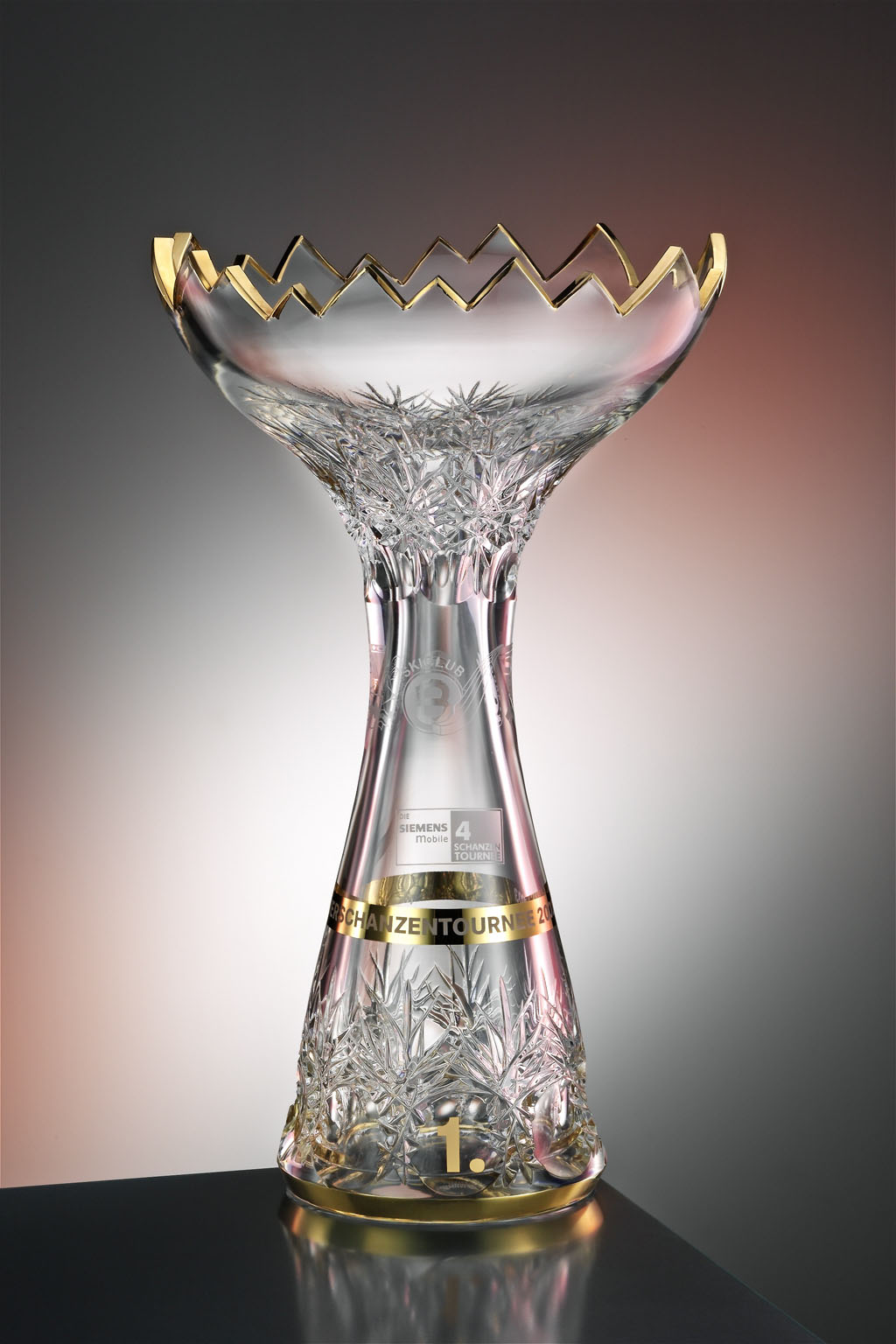
A győztesnek járó Joska Bodenmais-kupa.

A négysánc-versenyek sajátossága az 1996–97-es versenytől bevezetett szisztéma. A hagyományos világkupaversenyekkel ellentétben, ahol a kvalifikációból a versenyre jutott 50 versenyző a leggyengébb összetett világkupa-helyezésű versenyzőtől a legjobbig haladva sorban ugrik, a négysánc-versenyek első sorozatában a versenyzők párokba vannak állítva, akik egymás ellen versenyeznek. A kvalifikációban elért eredmények alapján sorrendbe állított 50 versenyző közül először a 26. és 25. versenyző ugrik, majd a 27. és a 24., utána a 28. és a 23., és így tovább. Minden párbaj győztese bejut a második sorozatra, rajtuk kívül a vesztesek közül az 5 legjobb eredményt elért versenyző szintén folytathatja. A második sorozat már hagyományosan, az első sorozat eredményei alapján a legrosszabbtól a legjobbig haladva zajlik.
A rendszer hátránya, hogy akár az első sorozat 12. legjobb eredményével is kieshet versenyző (ha elveszíti a párbaját és rajta kívül még öt párban ugrik jobbat a vesztes is) és eközben továbbjuthat a 49. (amennyiben az ő ellenfele ugrotta a legrosszabbat). Ilyen helyzetek azonban nagyon ritkán fordulnak elő. A rendszer előnye, hogy izgalmasabbá teszi az első sorozatot a nézők számára, és izgalmasabbá teszi a kvalifikációt is, ahol nem elég bármilyen eredménnyel bekerülni a legjobb 50 közé, hanem az határozza meg a verseny első sorozatának menetét. Más világkupaversenyekhez hasonlóan a világkupa összetett sorrendjében az első 10 helyen álló versenyző itt is automatikusan részt vehet a versenyen, tehát kihagyhatják a kvalifikációt. Ebben az esetben azonban ők minősülnek a legrosszabb selejtezős eredményű versenyzővé, így a legjobbakkal ugranak a párbajban. Szintén előnye ennek a megrendezésnek, hogy a hirtelen változó időjárási körülmények kevésbé befolyásolják a verseny menetét, mint a hagyományos szisztémánál. Az egymás ellen versenyző párok közel azonos feltétel mellett ugorhatnak.
Amennyiben az időjárás (vagy egyéb okok miatt) a kvalifikációt nem tudják a versenyt megelőző napon lebonyolítani, és az a verseny napjára kerül, a szabályok értelmében elmarad a párbaj és a hagyományos rend szerint rendezik a verseny első fordulóját. A 2007–2008-as négysánc-versenyen például az oberstdorfi verseny kivételével minden sáncnál így jártak el.

## Győztesek
| * | Mind a négy versenyt megnyerte |

| Év      | Oberstdorf            | Garmisch- Partenkirchen | Innsbruck                    | Bischofshofen         | Összetett győztes        |
| ------- | --------------------- | ----------------------- | ---------------------------- | --------------------- | ------------------------ |
| 1952–53 | Erling Kroken         | Asgeir Dølplads         | Sepp Bradl                   | Halvor Næs            | Sepp Bradl               |
| 1953–54 | Olav Bjørnstad        | Olav Bjørnstad          | Olav Bjørnstad               | Sepp Bradl            | Olav Bjørnstad           |
| 1954–55 | Aulis Kallakorpi      | Aulis Kallakorpi        | Torbjørn Ruste               | Torbjørn Ruste        | Hemmo Silvennoinen       |
| 1955–56 | Eino Kirjonen         | Hemmo Silvennoinen      | Koba Cakadze                 | Jurij Szkvorcov       | Nyikolaj Kamenszkij      |
| 1956–57 | Pentti Uotinen        | Nyikolaj Kamenszkij     | Nyikolaj Samov               | Eino Kirjonen         | Pentti Uotinen           |
| 1957–58 | Nyikolaj Kamenszkij   | Willi Egger             | Helmut Recknagel             | Helmut Recknagel      | Helmut Recknagel         |
| 1958–59 | Helmut Recknagel      | Helmut Recknagel        | Helmut Recknagel             | Walter Habersatter    | Helmut Recknagel         |
| 1959–60 | Max Bolkart           | Max Bolkart             | Max Bolkart                  | Albin Plank           | Max Bolkart              |
| 1960–61 | Juhani Kärkinen       | Koba Cakadze            | Kalevi Kärkinen              | Helmut Recknagel      | Helmut Recknagel         |
| 1961–62 | Eino Kirjonen         | Georg Thoma             | Willi Egger                  | Willi Egger           | Eino Kirjonen            |
| 1962–63 | Toralf Engan          | Toralf Engan            | Toralf Engan                 | Torbjørn Yggeseth     | Toralf Engan             |
| 1963–64 | Torbjørn Yggeseth     | Veikko Kankkonen        | Veikko Kankkonen             | Baldur Preiml         | Veikko Kankkonen         |
| 1964–65 | Torgeir Brandtzæg     | Erkki Pukka             | Torgeir Brandtzæg            | Bjørn Wirkola         | Torgeir Brandtzæg        |
| 1965–66 | Veikko Kankkonen      | Paavo Lukkariniemi      | Dieter Neuendorf             | Veikko Kankkonen      | Veikko Kankkonen         |
| 1966–67 | Dieter Neuendorf      | Bjørn Wirkola           | Bjørn Wirkola                | Bjørn Wirkola         | Bjørn Wirkola            |
| 1967–68 | Dieter Neuendorf      | Bjørn Wirkola           | Garij Napalkov               | Jiří Raška            | Bjørn Wirkola            |
| 1968–69 | Bjørn Wirkola         | Bjørn Wirkola           | Bjørn Wirkola                | Jiří Raška            | Bjørn Wirkola            |
| 1969–70 | Garij Napalkov        | Jiří Raška              | Bjørn Wirkola                | Jiří Raška            | Horst Queck              |
| 1970–71 | Ingolf Mork           | Ingolf Mork             | Zbyněk Hubač                 | Ingolf Mork           | Jiří Raška               |
| 1971–72 | Kaszaja Jukio         | Kaszaja Jukio           | Kaszaja Jukio                | Bjørn Wirkola         | Ingolf Mork              |
| 1972–73 | Rainer Schmidt        | Rainer Schmidt          | Szergej Bocskov              | Rudolf Höhnl          | Rainer Schmidt           |
| 1973–74 | Hans-Georg Aschenbach | Walter Steiner          | Hans-Georg Aschenbach        | Bernd Eckstein        | Hans-Georg Aschenbach    |
| 1974–75 | Willi Pürstl          | Karl Schnabl            | Karl Schnabl                 | Karl Schnabl          | Willi Pürstl             |
| 1975–76 | Toni Innauer          | Toni Innauer            | Jochen Danneberg             | Toni Innauer          | Jochen Danneberg         |
| 1976–77 | Toni Innauer          | Jochen Danneberg        | Henry Glaß                   | Walter Steiner        | Jochen Danneberg         |
| 1977–78 | Matthias Buse         | Jochen Danneberg        | Per Bergerud                 | Kari Ylianttila       | Kari Ylianttila          |
| 1978–79 | Jurij Ivanov          | Josef Samek             | Pentti Kokkonen              | Pentti Kokkonen       | Pentti Kokkonen          |
| 1979–80 | Jochen Danneberg      | Hubert Neuper           | Hubert Neuper                | Martin Weber          | Hubert Neuper            |
| 1980–81 | Hubert Neuper         | Horst Bulau             | Jari Puikkonen               | Armin Kogler          | Hubert Neuper            |
| 1981–82 | Matti Nykänen         | Roger Ruud              | Manfred Deckert Per Bergerud | Hubert Neuper         | Manfred Deckert          |
| 1982–83 | Horst Bulau           | Armin Kogler            | Matti Nykänen                | Jens Weißflog         | Matti Nykänen            |
| 1983–84 | Klaus Ostwald         | Jens Weißflog           | Jens Weißflog                | Jens Weißflog         | Jens Weißflog            |
| 1984–85 | Ernst Vettori         | Jens Weißflog           | Matti Nykänen                | Hroar Stjernen        | Jens Weißflog            |
| 1985–86 | Pekka Suorsa          | Pavel Ploc              | Jari Puikkonen               | Ernst Vettori         | Ernst Vettori            |
| 1986–87 | Vegard Opaas          | Andreas Bauer           | Primož Ulaga                 | Tuomo Ylipulli        | Ernst Vettori            |
| 1987–88 | Pavel Ploc            | Matti Nykänen           | Matti Nykänen                | Matti Nykänen         | Matti Nykänen            |
| 1988–89 | Dieter Thoma          | Matti Nykänen           | Jan Boklöv                   | Mike Holland          | Risto Laakkonen          |
| 1989–90 | Dieter Thoma          | Jens Weißflog           | Ari-Pekka Nikkola            | František Jež         | Dieter Thoma             |
| 1990–91 | Jens Weißflog         | Jens Weißflog           | Ari-Pekka Nikkola            | Andreas Felder        | Jens Weißflog            |
| 1991–92 | Toni Nieminen         | Andreas Felder          | Toni Nieminen                | Toni Nieminen         | Toni Nieminen            |
| 1992–93 | Christof Duffner      | Kaszai Noriaki          | Andreas Goldberger           | Andreas Goldberger    | Andreas Goldberger       |
| 1993–94 | Jens Weißflog         | Espen Bredesen          | Andreas Goldberger           | Espen Bredesen        | Espen Bredesen           |
| 1994–95 | R. Schwarzenberger    | Janne Ahonen            | Funaki Kazujosi              | Andreas Goldberger    | Andreas Goldberger       |
| 1995–96 | Mika Laitinen         | R. Schwarzenberger      | Andreas Goldberger           | Jens Weißflog         | Jens Weißflog            |
| 1996–97 | Dieter Thoma          | Primož Peterka          | Funaki Kazujosi              | Dieter Thoma          | Primož Peterka           |
| 1997–98 | Funaki Kazujosi       | Funaki Kazujosi         | Funaki Kazujosi              | Sven Hannawald        | Funaki Kazujosi          |
| 1998–99 | Martin Schmitt        | Martin Schmitt          | Kaszai Noriaki               | Andreas Widhölzl      | Janne Ahonen             |
| 1999–00 | Martin Schmitt        | Andreas Widhölzl        | Andreas Widhölzl             | Andreas Widhölzl      | Andreas Widhölzl         |
| 2000–01 | Martin Schmitt        | Kaszai Noriaki          | Adam Małysz                  | Adam Małysz           | Adam Małysz              |
| 2001–02 | Sven Hannawald        | Sven Hannawald          | Sven Hannawald               | Sven Hannawald        | Sven Hannawald *         |
| 2002–03 | Sven Hannawald        | Primož Peterka          | Janne Ahonen                 | Bjørn Einar Romøren   | Janne Ahonen             |
| 2003–04 | Sigurd Pettersen      | Sigurd Pettersen        | Peter Žonta                  | Sigurd Pettersen      | Sigurd Pettersen         |
| 2004–05 | Janne Ahonen          | Janne Ahonen            | Janne Ahonen                 | Martin Höllwarth      | Janne Ahonen             |
| 2005–06 | Janne Ahonen          | Jakub Janda             | Lars Bystøl                  | Janne Ahonen          | Janne Ahonen Jakub Janda |
| 2006–07 | Gregor Schlierenzauer | Andreas Küttel          | Anders Jacobsen              | Gregor Schlierenzauer | Anders Jacobsen          |
| 2007–08 | Thomas Morgenstern    | Gregor Schlierenzauer   | Janne Ahonen                 | Janne Ahonen          | Janne Ahonen             |
| 2008–09 | Simon Ammann          | Wolfgang Loitzl         | Wolfgang Loitzl              | Wolfgang Loitzl       | Wolfgang Loitzl          |
| 2009–10 | Andreas Kofler        | Gregor Schlierenzauer   | Gregor Schlierenzauer        | Thomas Morgenstern    | Andreas Kofler           |
| 2010–11 | Thomas Morgenstern    | Simon Ammann            | Thomas Morgenstern           | Tom Hilde             | Thomas Morgenstern       |
| 2011–12 | Gregor Schlierenzauer | Gregor Schlierenzauer   | Andreas Kofler               | Thomas Morgenstern    | Gregor Schlierenzauer    |
| 2012–13 | Anders Jacobsen       | Anders Jacobsen         | Gregor Schlierenzauer        | Gregor Schlierenzauer | Gregor Schlierenzauer    |
| 2013–14 | Simon Ammann          | Thomas Diethart         | Anssi Koivuranta             | Thomas Diethart       | Thomas Diethart          |
| 2014–15 | Stefan Kraft          | Anders Jacobsen         | Richard Freitag              | Michael Hayböck       | Stefan Kraft             |
| 2015–16 | Severin Freund        | Peter Prevc             | Peter Prevc                  | Peter Prevc           | Peter Prevc              |
| 2016–17 | Stefan Kraft          | Daniel-André Tande      | Daniel-André Tande           | Kamil Stoch           | Kamil Stoch              |
| 2017–18 | Kamil Stoch           | Kamil Stoch             | Kamil Stoch                  | Kamil Stoch           | Kamil Stoch              |
| 2018–19 | Kobajasi Rjójú        | Kobajasi Rjójú          | Kobajasi Rjójú               | Kobajasi Rjójú        | Kobajasi Rjójú           |
| 2019–20 | Kobajasi Rjójú        | Marius Lindvik          | Marius Lindvik               | Dawid Kubacki         | Dawid Kubacki            |
| 2020–21 | Karl Geiger           | Dawid Kubacki           | Kamil Stoch                  | Kamil Stoch           | Kamil Stoch              |
| 2021–22 | Kobajasi Rjójú        | Kobajasi Rjójú          | Kobajasi Rjójú               | Daniel Huber          | Kobajasi Rjójú           |
| 2022–23 | Halvor Egner Granerud | Halvor Egner Granerud   | Dawid Kubacki                | Halvor Egner Granerud | Halvor Egner Granerud    |
| 2023–24 | Andreas Wellinger     | Anže Lanišek            | Jan Hörl                     | Stefan Kraft          | Kobajasi Rjójú           |
| 2024–25 | Stefan Kraft          | Daniel Tschofenig       | Stefan Kraft                 | Daniel Tschofenig     | Daniel Tschofenig        |

## Rekordok

### Grand slam

#### Győzelem mind a négy helyszínen egy szezonban
- Sven Hannawald
- Kamil Stoch
- Kobajasi Rjójú

#### Győzelem mind a négy helyszínen a pályafutás alatt
- Helmut Recknagel
- Veikko Kankkonen
- Bjørn Wirkola
- Hubert Neuper
- Matti Nykänen
- Jens Weißflog
- Janne Ahonen
- Gregor Schlierenzauer
- Halvor Egner Granerud

### Összetett eredmény

#### Legtöbb összetett győzelem versenyzőnként
| Helyezés | Versenyző        | Győzelmek | Győztes évek                                |
| -------- | ---------------- | --------- | ------------------------------------------- |
| 1.       | Janne Ahonen     | 5         | 1998–99, 2002–03, 2004–05, 2005–06, 2007–08 |
| 2.       | Jens Weißflog    | 4         | 1983–84, 1984–85, 1990–91, 1995–96          |
| 3.       | Helmut Recknagel | 3         | 1957–58, 1958–59, 1960–61                   |
| 3.       | Bjørn Wirkola    | 3         | 1966–67, 1967–68, 1968–69                   |
| 3.       | Kamil Stoch      | 3         | 2016–17, 2017–18, 2020–21                   |
| 3.       | Kobajasi Rjójú   | 3         | 2018–19, 2021–22, 2023–24                   |

#### Összetett győzelmek országonként
| Helyezés | Ország        | Győzelmek | Versenyzők |
| -------- | ------------- | --------- | --- |
| 1.       | Ausztria      | 17        | Andreas Goldberger, Hubert Neuper, Gregor Schlierenzauer, Ernst Vettori (mind 2×) Sepp Bradl, Thomas Diethart, Andreas Kofler, Stefan Kraft, Wolfgang Loitzl, Thomas Morgenstern, Willi Pürstl, Andreas Widhölzl, Daniel Tschofenig |
| 2.       | Németország1  | 16        | Jens Weißflog (4×) Helmut Recknagel (3×) Jochen Danneberg (2×) Hans-Georg Aschenbach, Max Bolkart, Manfred Deckert, Sven Hannawald, Horst Queck, Rainer Schmidt, Dieter Thoma                                                       |
| 2.       | Finnország    | 16        | Janne Ahonen (5×) Veikko Kankkonen, Matti Nykänen (mind 2×) Eino Kirjonen, Pentti Kokkonen, Risto Laakkonen, Toni Nieminen, Hemmo Silvennoinen, Pentti Uotinen, Kari Ylianttila                                                     |
| 4.       | Norvégia      | 11        | Bjørn Wirkola (3×) Olav Bjørnstad, Torgeir Brandtzæg, Espen Bredesen, Toralf Engan, Anders Jacobsen, Ingolf Mork, Sigurd Pettersen, Halvor Egner Granerud                                                                           |
| 6.       | Lengyelország | 5         | Adam Małysz, Kamil Stoch (3×), Dawid Kubacki |
| 7.       | Japán         | 4         | Funaki Kazujosi, Kobajasi Rjójú (3×) |
| 8.       | Csehország2   | 2         | Jakub Janda, Jiří Raška |
| 8.       | Szlovénia     | 2         | Primož Peterka, Peter Prevc |
| 10.      | Szovjetunió   | 1         | Nyikolaj Kamenszkij |

1 Ideértve az NDK eredményeit is.

2 Ideértve Csehszlovákia eredményeit is.

### Versenyek

#### Legtöbb sáncgyőzelem versenyzőnként
(A táblázatban az összetettben is győztes versenyzők eltérő háttérszínnel vannak kiemelve.) frissítve: 2025. január 7.
| Helyezés | Versenyző             | Győzelmek | Obertstdorf | Garmisch- Partenkirchen | Innsbruck | Bischofshofen |
| -------- | --------------------- | --------- | ----------- | ----------------------- | --------- | ------------- |
| 1.       | Jens Weißflog         | 10        | 2           | 4                       | 1         | 3             |
| 1.       | Bjørn Wirkola         | 10        | 1           | 3                       | 3         | 3             |
| 3.       | Janne Ahonen          | 9         | 2           | 2                       | 2         | 3             |
| 3.       | Gregor Schlierenzauer | 9         | 2           | 3                       | 2         | 2             |
| 5.       | Kobajasi Rjójú        | 8         | 3           | 2                       | 1         | 2             |
| 6.       | Matti Nykänen         | 7         | 1           | 2                       | 3         | 1             |
| 6.       | Kamil Stoch           | 7         | 1           | 1                       | 2         | 3             |
| 8.       | Sven Hannawald        | 6         | 2           | 1                       | 1         | 2             |
| 8.       | Helmut Recknagel      | 6         | 1           | 1                       | 2         | 2             |
| 10.      | Funaki Kazujosi       | 5         | 1           | 1                       | 3         | –             |
| 10.      | Andreas Goldberger    | 5         | –           | –                       | 3         | 2             |
| 10.      | Thomas Morgenstern    | 5         | 2           | –                       | 1         | 2             |
| 10.      | Stefan Kraft          | 5         | 3           | –                       | 1         | 1             |
| 14.      | Jochen Danneberg      | 4         | 1           | 2                       | 1         | –             |
| 14.      | Toni Innauer          | 4         | 2           | 1                       | –         | 1             |
| 14.      | Anders Jacobsen       | 4         | 1           | 2                       | 1         | –             |
| 14.      | Veikko Kankkonen      | 4         | 1           | 1                       | 1         | 1             |
| 14.      | Hubert Neuper         | 4         | 1           | 1                       | 1         | 1             |
| 14.      | Jiří Raška            | 4         | –           | 1                       | –         | 3             |
| 14.      | Martin Schmitt        | 4         | 3           | 1                       | –         | –             |
| 14.      | Dieter Thoma          | 4         | 3           | –                       | –         | 1             |
| 14.      | Andreas Widhölzl      | 4         | –           | 1                       | 1         | 2             |
| 23.      | Simon Ammann          | 3         | 2           | 1                       | –         | –             |
| 23.      | Olaf Bjørnstad        | 3         | 1           | 1                       | 1         | –             |
| 23.      | Max Bolkart           | 3         | 1           | 1                       | 1         | –             |
| 23.      | Willi Egger           | 3         | –           | 1                       | 1         | 1             |
| 23.      | Toralf Engan          | 3         | 1           | 1                       | 1         | –             |
| 23.      | Andreas Felder        | 3         | –           | 2                       | –         | 1             |
| 23.      | Kaszai Noriaki        | 3         | –           | 2                       | 1         | –             |
| 23.      | Kaszaja Jukio         | 3         | 1           | 1                       | 1         | –             |
| 23.      | Eino Kirjonen         | 3         | 2           | –                       | –         | 1             |
| 23.      | Wolfgang Loitzl       | 3         | –           | 1                       | 1         | 1             |
| 23.      | Ingolf Mork           | 3         | 1           | 1                       | –         | 1             |
| 23.      | Dieter Neuendorf      | 3         | 2           | –                       | 1         | –             |
| 23.      | Toni Nieminen         | 3         | 1           | –                       | 1         | 1             |
| 23.      | Sigurd Pettersen      | 3         | 1           | 1                       | –         | 1             |
| 23.      | Peter Prevc           | 3         | –           | 1                       | 1         | 1             |
| 23.      | Karl Schnabl          | 3         | –           | 1                       | 1         | 1             |
| 23.      | Halvor Egner Granerud | 3         | 1           | 1                       | –         | 1             |
| 23.      | Dawid Kubacki         | 3         | –           | 1                       | 1         | 1             |

#### Sáncgyőzelmek országonként
| Helyezés | Ország              | Győzelmek száma | Győztes versenyzők száma |
| -------- | ------------------- | --------------- | ------------------------ |
| 1.       | Ausztria            | 70              | 28                       |
| 2.       | Németország         | 57              | 21                       |
| 2.       | ebből NDK           | 29              | 12                       |
| 3.       | Norvégia            | 52              | 20                       |
| 4.       | Finnország          | 46              | 20                       |
| 5.       | Japán               | 19              | 4                        |
| 6.       | Lengyelország       | 12              | 4                        |
| 7.       | Csehország          | 11              | 7                        |
| 7.       | ebből Csehszlovákia | 10              | 6                        |
| 8.       | Szovjetunió         | 10              | 7                        |
| 9.       | Szlovénia           | 7               | 4                        |
| 9.       | ebből Jugoszlávia   | 1               | 1                        |
| 10.      | Svájc               | 6               | 2                        |
| 12.      | Kanada              | 2               | 1                        |
| 13.      | Egyesült Államok    | 1               | 1                        |
| 13.      | Svédország          | 1               | 1                        |